# Province de Barbacoas
1546–1855
Entités précédentes :
- Province de Pasto
- Province de Buenaventura

Entités suivantes :
- Province de Pasto
- Province de Popayán

La province de Barbacoas a été une division administrative et territoriale de la république de la Nouvelle-Grenade, créée par l'intermédiaire de la loi du 8 juin 1846, avec les cantons occidentaux de la province de Pasto et les cantons méridionaux de la province de Buenaventura,. 
La province a existé jusqu'au 22 mai 1855, lorsqu'elle a été supprimée et son territoire réparti entre les provinces de Pasto et de Popayán.
En 1857, les anciennes provinces de Popayán, Pasto, Cauca (es), Barbacoas, Chocó, Buenaventura et le territoire national du Caquetá sont fusionnés et devient l'État fédéral de Cauca.